# Civray-de-Touraine
Civray-de-Touraine ist eine französische Gemeinde mit 1.828 Einwohnern (Stand: 1. Januar 2022) im Département Indre-et-Loire in der Region Centre-Val de Loire; sie gehört zum Arrondissement Loches und zum Kanton Bléré. Die Einwohner werden Civraisiens und Civraisiennes genannt.

## Geografie
Civray-de-Touraine liegt in der historischen Provinz Touraine (auch Jardin de la France genannt) am Fluss Cher, etwa 26 Kilometer ostsüdöstlich von Tours. Umgeben wird Civray-de-Touraine von den Nachbargemeinden Amboise im Norden, Souvigny-de-Touraine im Nordosten, Chenonceaux im Osten, Francueil im Südosten, Luzillé im Süden, Bléré im Südwesten sowie La Croix-en-Touraine im Westen.

## Bevölkerungsentwicklung
| Jahr                       | 1962 | 1968 | 1975 | 1982 | 1990 | 1999 | 2006 | 2018 |
| Einwohner                  | 973  | 918  | 1037 | 1158 | 1377 | 1523 | 1713 | 1801 |
| Quellen: Cassini und INSEE |      |      |      |      |      |      |      |      |

## Sehenswürdigkeiten
- Pfarrkirche Saint-Germain mit Langhaus und Querschiff aus dem 13. Jahrhundert, Chor mit einer flach abgeschlossenen Apsis aus dem 13. Jahrhundert, Fassade und Glockenturm in 1861 hinzugefügt, seit 1926 in Teilen als Monument historique eingeschrieben, Langhaus, Querschiff und Chor seit 1946 klassifiziert
- Burg Mesvres mit Ursprüngen aus dem 12. Jahrhundert, Umbauten bis zum 15. Jahrhundert, Fassaden, Dächer und Untergeschosse seit 1932 als Monument historique eingeschrieben
- Schloss La Grillonnière aus dem 15./16. Jahrhundert
- Schloss Civray aus dem 18. Jahrhundert, Fassaden, Dächer und Park seit 1947 als Monument historique eingeschrieben
- Herrenhaus von Thoré aus dem 19. Jahrhundert
- Haus Diane aus dem 16. Jahrhundert
- Schleusenanlage am Cher

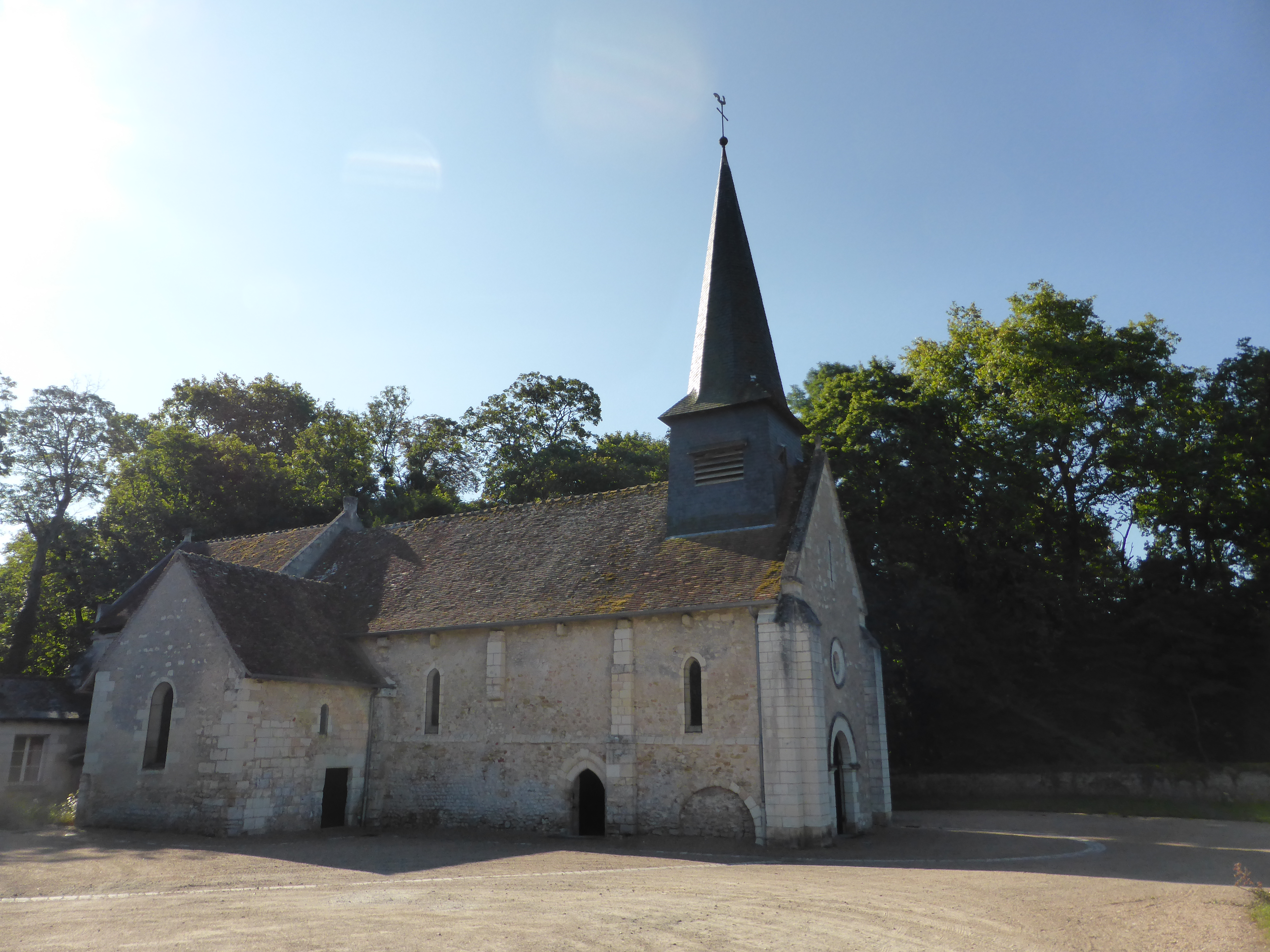
Kirche Saint-Germain
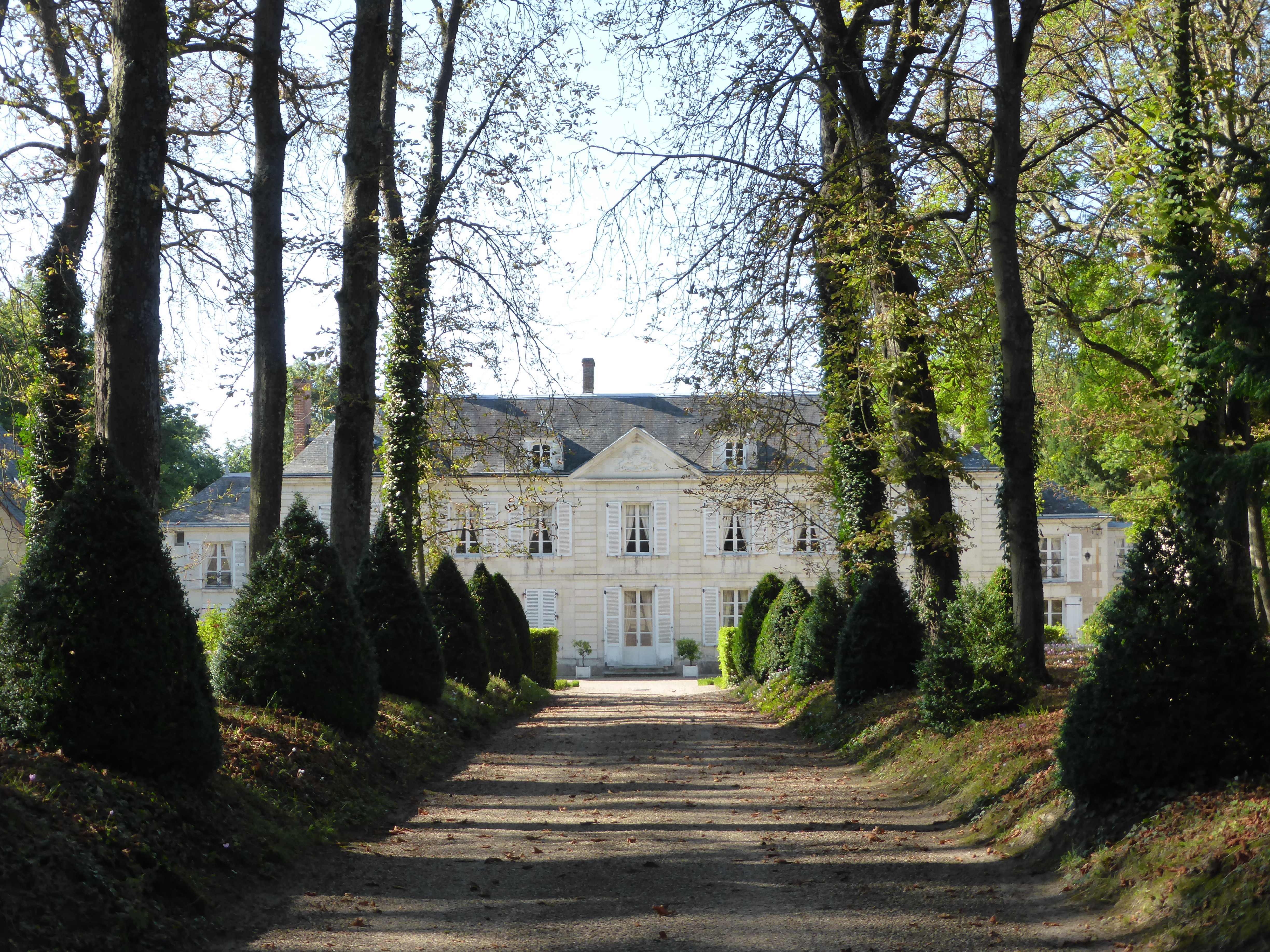
Schloss Civray
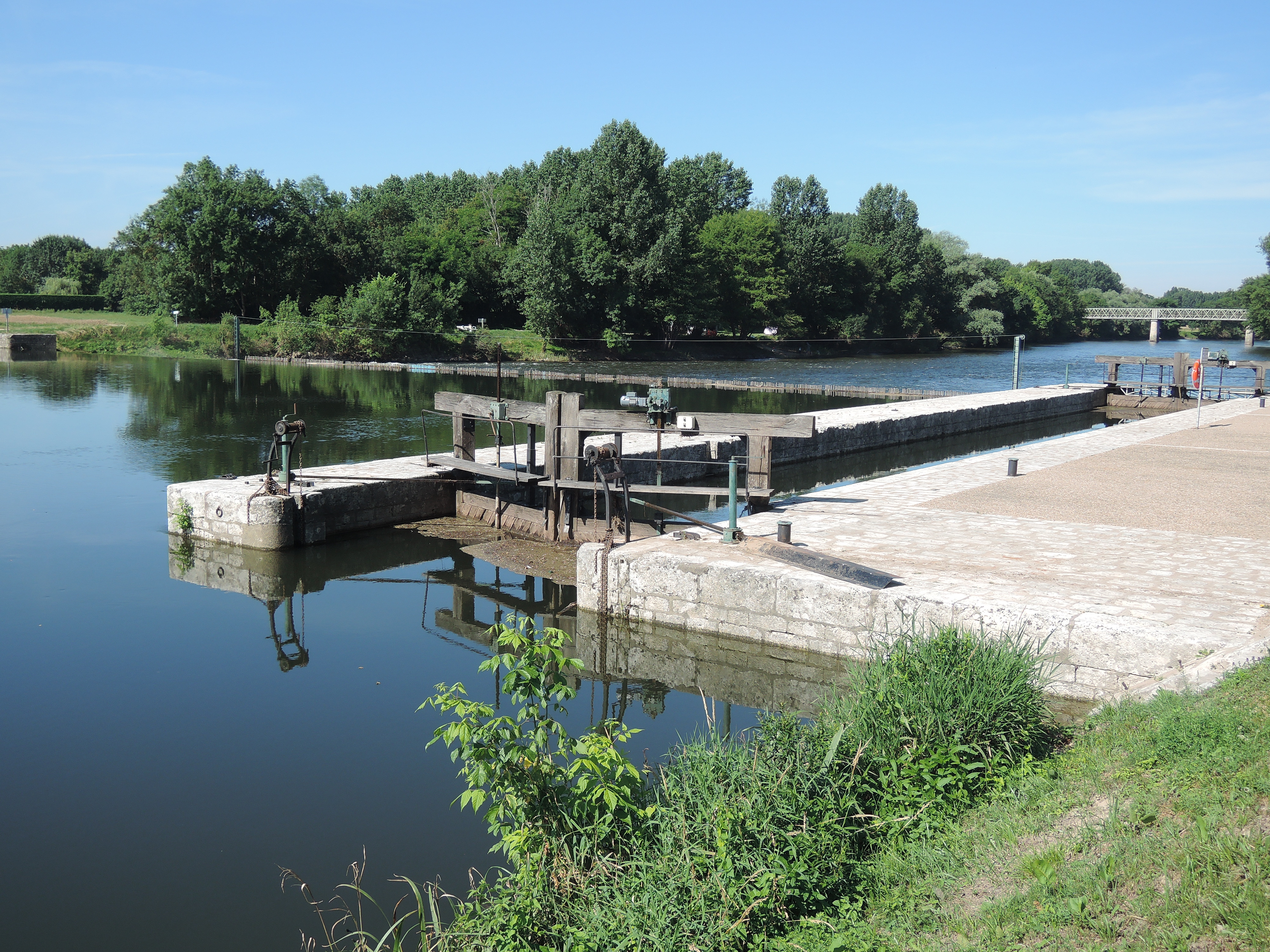
Schleusenanlage am Cher